# Brigade spéciale (film, 1935)
Pour les articles homonymes, voir Brigade spéciale.
Brigade spéciale (Men Without Names) est un film américain de Ralph Murphy, sorti en 1935.

## Synopsis
Il met en scène le Ministère de la Justice des États-Unis et ses agents. Un gang impitoyable vole audacieusement un camion postal et s'enfuit vers l'ouest des États-Unis. Quand l'argent du vol arrive dans une petite ville du Kansas, le département envoie l'agent Dick Grant pour enquêter, se faisant passer pour un homme d'affaires. Il est gêné dans sa tâche par une journaliste locale, Helen Sherwood, et quand il tombe amoureux d'elle, il est incapable de lui révéler qui il est vraiment et pourquoi il est là.

## Fiche technique
- Titre original : Men Without Names
- Titre français : Brigade spéciale
- Réalisation : Ralph Murphy, assisté d'Hal Walker (non crédité)
- Scénario : Dale Van Every, Marguerite Roberts, Kubec Glasmon, Howard J. Green
- Musique : John Leipold
- Directeurs de la Photographie : Ben F. Reynolds, Joseph Ruttenberg
- Montage : Stuart Heisler
- Direction artistique : Hans Dreier, John B. Goodman
- Ingénieur du son : Philip Wisdom
- Producteurs : Albert Lewis, Henry Herzbrun
- Société de production : Paramount Pictures
- Durée : 66 minutes
- Pays : États-Unis
- Langue : Anglais
- Couleur : Noir et Blanc
- Format : 1,37 : 1
- Son : Mono (Western Electric Noiseless Recording)
- Dates de sortie : 
  -  États-Unis : 29 juin 1935
  -  France : 30 août 1935

## Distribution
- Fred MacMurray : Richard Hood / Richard 'Dick' Grant
- Madge Evans : Helen Sherwood
- David Holt : David Sherwood
- Lynne Overman : Gabby Lambert
- Elizabeth Patterson : Tante Ella
- J. C. Nugent : Major Newcomb
- Grant Mitchell : Andrew Webster
- John Wray : Sam 'Red' Hammond
- Leslie Fenton : Monk
- Clyde Dilson : Butch
- Herbert Rawlinson : Crawford
- Arthur Aylesworth : Drew
- Dean Jagger : Jones
- Harry Tyler : Steve
- Helen Shipman : Becky
- George Lloyd : Louis
- Hilda Vaughn : Nurse Simpson
- Russ Clark : Adams
- Frank Shannon : Leahy
- Paul Fix : The Kid
- Helen Brown : Dorothy Lambert
- Creighton Hale : Groom
- Ivan Miller : Agent du FBI
- Buddy Roosevelt : Agent du FBI
- Stanley Andrews : Jim, l'homme aux empreintes digitales
- Sam Godfrey : Reporter